# Schwarzmüller (Unternehmen)

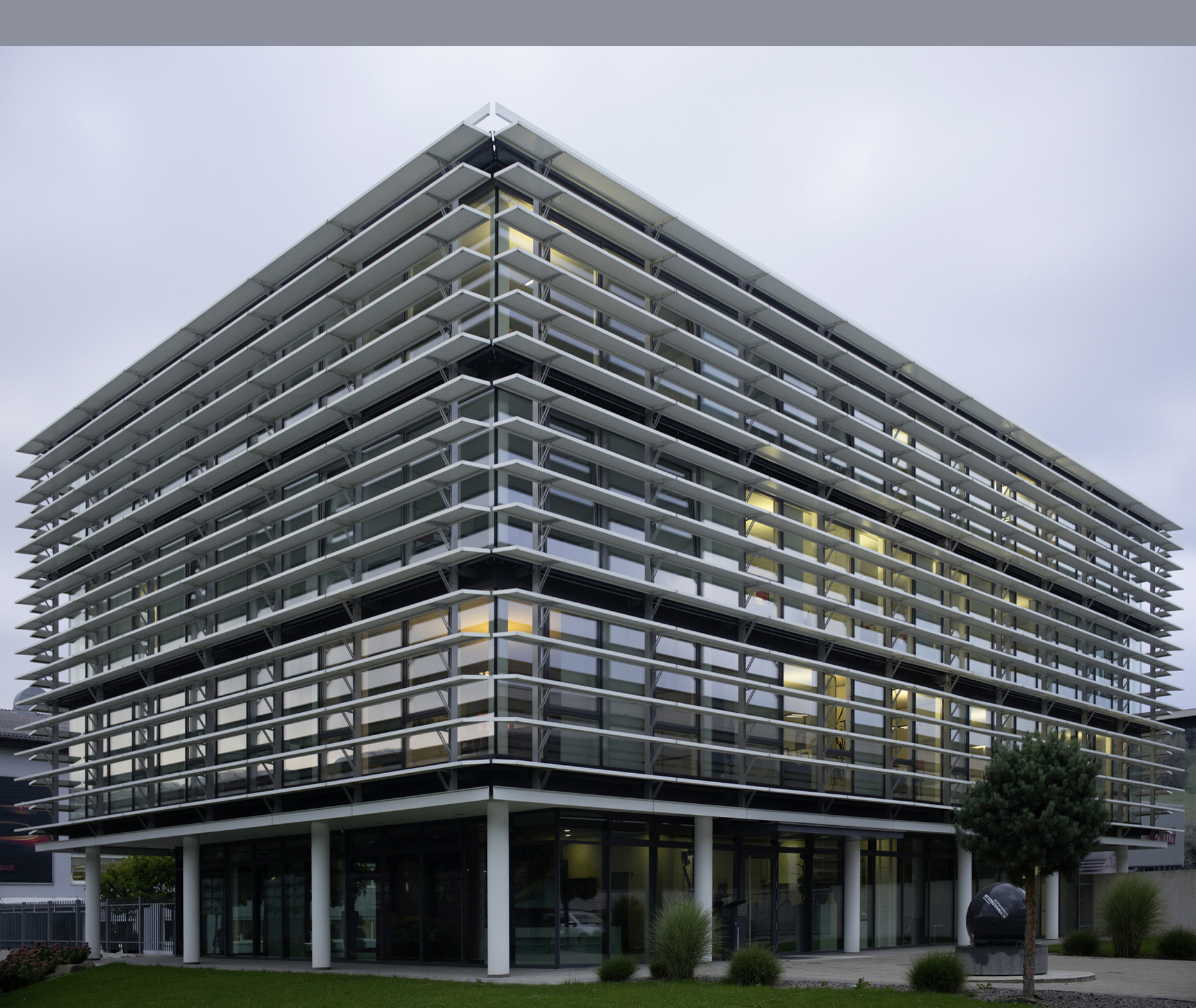
Unternehmenssitz in Freinberg

Die Wilhelm Schwarzmüller GmbH mit Sitz in Freinberg (Österreich) ist ein Anbieter für gezogene Nutzfahrzeuge.
2022 beschäftigte die Schwarzmüller-Gruppe 2.150 Mitarbeiter (2016: 2.200 Mitarbeiter), davon rund 850 in Österreich. Geleitet wird das Unternehmen von Wolfgang Muhri, Daniela Lorenzer und Maik Spindler. Im Mutterwerk Hanzing in Freinberg (Österreich), sowie in den drei weiteren Produktionsstätten Žebrák (Tschechien), Dunaharaszti bei Budapest (Ungarn) und Neustadt/Dosse (Deutschland) fertigt das Unternehmen gemeinsam mit dem Tochterunternehmen Hüffermann Transportsysteme jährlich mehr als 10.000 Anhänger und LKW-Aufbauten der beiden Marken Schwarzmüller und Hüffermann. Die Gruppe erwirtschaftet mit 2.150 Beschäftigten einen Umsatz von 446 Millionen Euro (Stand: 2022).
Die Schwarzmüller-Gruppe verfügt über eine internationale Organisation in derzeit 21 Ländern Zentral- und Osteuropas. Neben den vier Produktionswerken in Österreich, Tschechien und Ungarn hat sie eigene Vertriebs- und Servicestandorte in fünfzehn Ländern, in weiteren drei Ländern ist sie durch Partner vertreten. Die Serviceorganisation umfasst aktuell 350 Standorte an allen europäischen Verkehrstangenten.

## Unternehmensgeschichte

### Gründung und Erweiterung
Das Unternehmen wurde 1871 durch Joseph Schwarzmüller als Schmiede in Passau (Deutschland) gegründet. 1921 wurde der erste LKW-Anhänger mit Holzspeichenrädern und Vollgummibereifung (auf Eisenreif) produziert. 1939 erfolgte die Verlegung des Unternehmensstandortes nach Freinberg (Oberösterreich) durch Josef Schwarzmüller jun. 1985 umfasste das Unternehmen vier Servicewerke in Österreich und eines in Deutschland.

### Expansion
Mit der Eröffnung des Produktionswerkes in Budapest (Ungarn) 1990 begann die Expansion. Drei Jahre später wurde in Žebrák (Tschechien) das dritte Produktionswerk eröffnet und 2009 folgte ein weiteres Servicewerk in Bukarest (Rumänien).
Im fränkischen Eltmann zwischen Bamberg und Schweinfurt an der A70 hat Schwarzmüller im Oktober 2018 eine Service- und Reparaturwerkstätte übernommen. Auf mehr als 27.000 Quadratmetern erfolgt der Ausbau zum vollwertigen Verkaufs-, Reparatur- und Service-Standort.
Im Februar 2020 übernahm die Schwarzmüller-Gruppe die in Neustadt/Dosse (Brandenburg) ansässige Hüffermann Transportsysteme GmbH, einen der führenden deutschen Produzenten für Behältertransportanhänger.
Im Juni 2024 beteiligt sich Krone Nutzfahrzeug-Gruppe an Schwarzmüller.

### Strategische Ausrichtung
Ab 1966 wurde die Produktpalette von Plateau-, Kipp- und Holzfahrzeugen um Tankfahrzeuge erweitert. 2001 entwickelte Schwarzmüller das Segmentmulden-Kippfahrzeug in Leichtbauweise. Dieses Fahrzeug soll Gewichtsoptimierung mit Stabilität kombinieren.
2009 wurde am Unternehmensstandort Freinberg die vollautomatische Längsträgerfertigung in Betrieb genommen. Im selben Jahr produzierte Schwarzmüller den ersten Schubboden-Sattelanhänger mit Stahl- und Aluminiumrahmen. Das Unternehmen hat 2012 den neu entwickelten Ultralight-Plateausattel auf den Markt gebracht. 2014 folgte der Thermomulden-Kippsattel, der Tele-Mega-Plateausattel und der 3-Achs-Doppelkeil-Tanksattel.
Seit 2014 ist die Schwarzmüller-Gruppe auf den großen Branchenmessen vertreten, wie der Bauma in München oder der IAA in Hannover.

## Produkte

### Produktgruppen

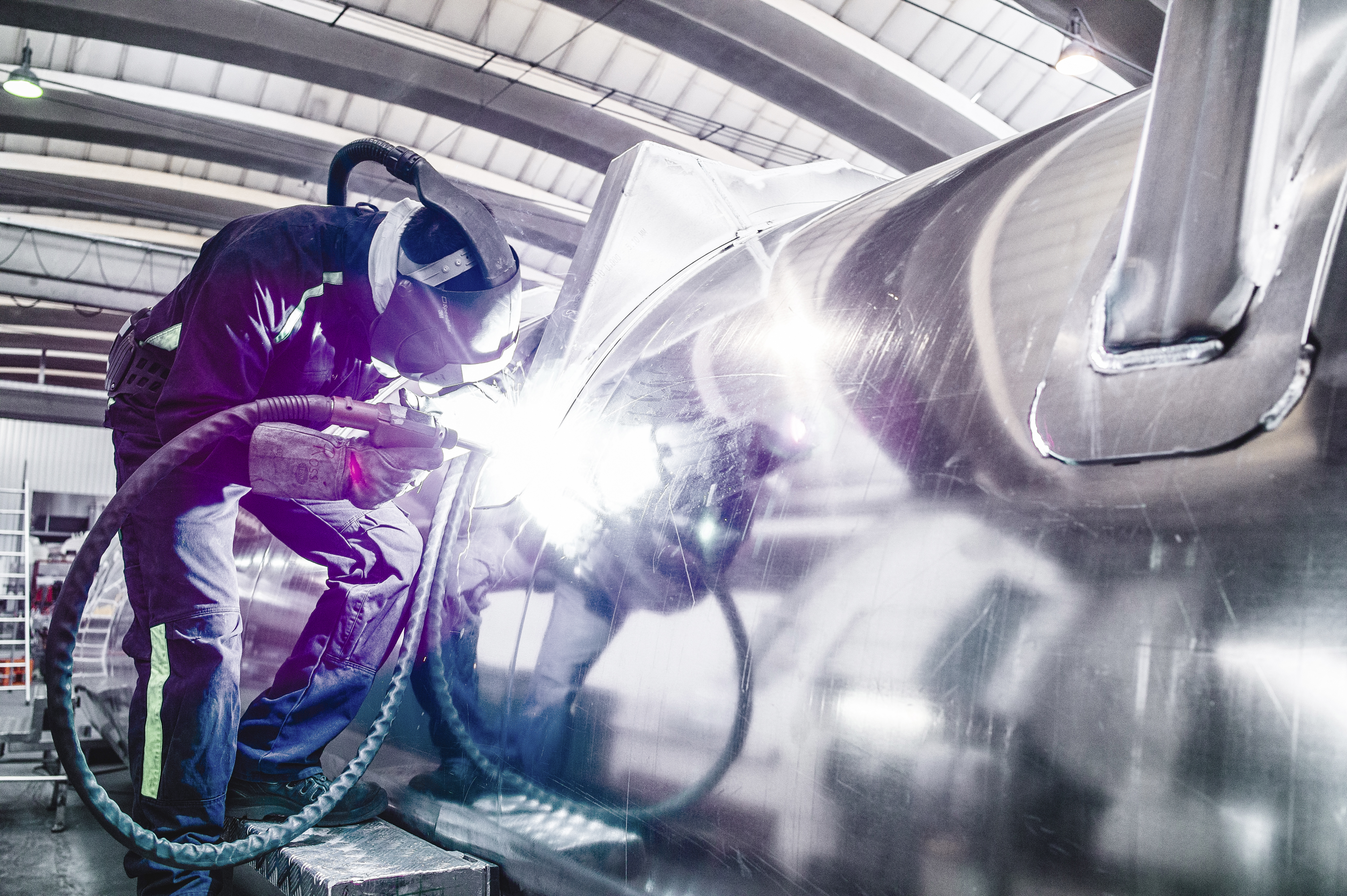
Schweißen von Querträgern auf gestürztem Tank, Aluminium (2014)

Schwarzmüller bietet acht Produktgruppen an:
- Plateaufahrzeuge
- Kippfahrzeuge
- Holz/Rungenfahrzeuge
- Schubbodenfahrzeuge
- Tiefladefahrzeuge
- Tankfahrzeuge
- Wechselfahrzeuge
- Kühl-/Kofferfahrzeuge

Branchen, die Schwarzmüller-Nutzfahrzeuge einsetzen, sind der Fernverkehr, die Entsorgung, die Bau- und Mineralölwirtschaft sowie die Lebensmittel- und Holzindustrie.

## Galerie

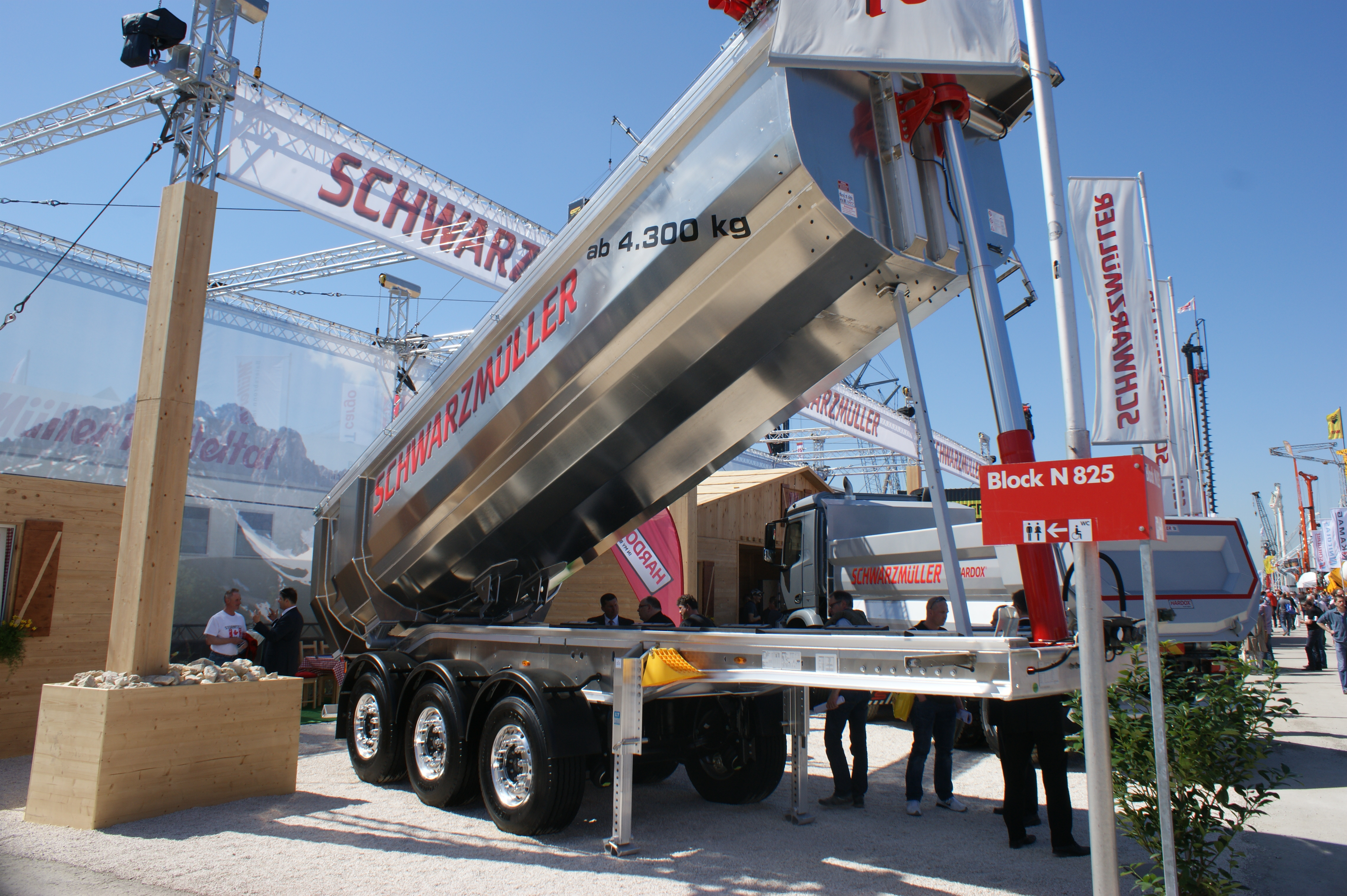
3-Achs-Vollaluminium-Segmentmulden-Kippsattelanhänger
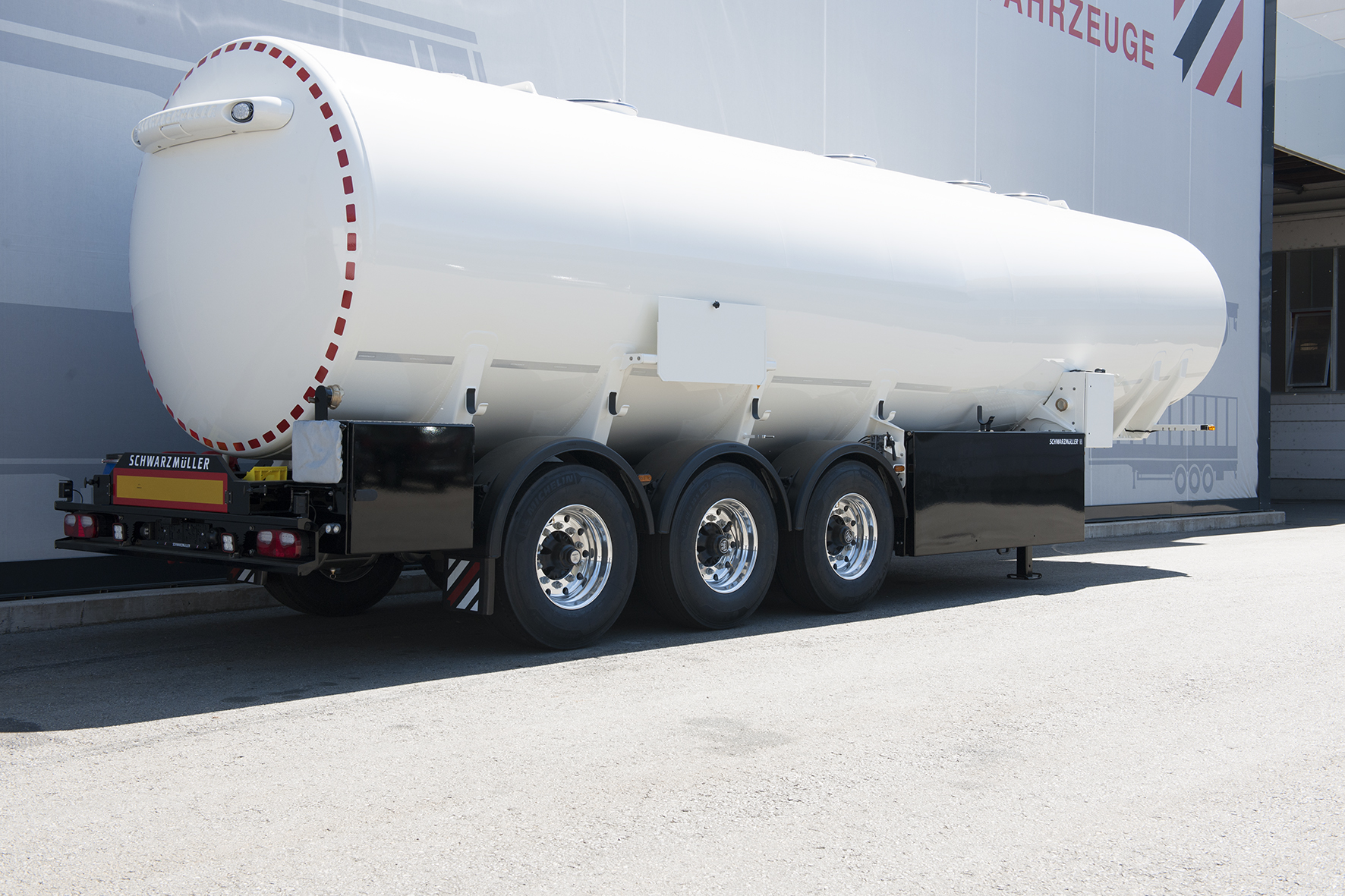
3-Achs-Aluminium-Tanksattelanhänger, zylindrisch
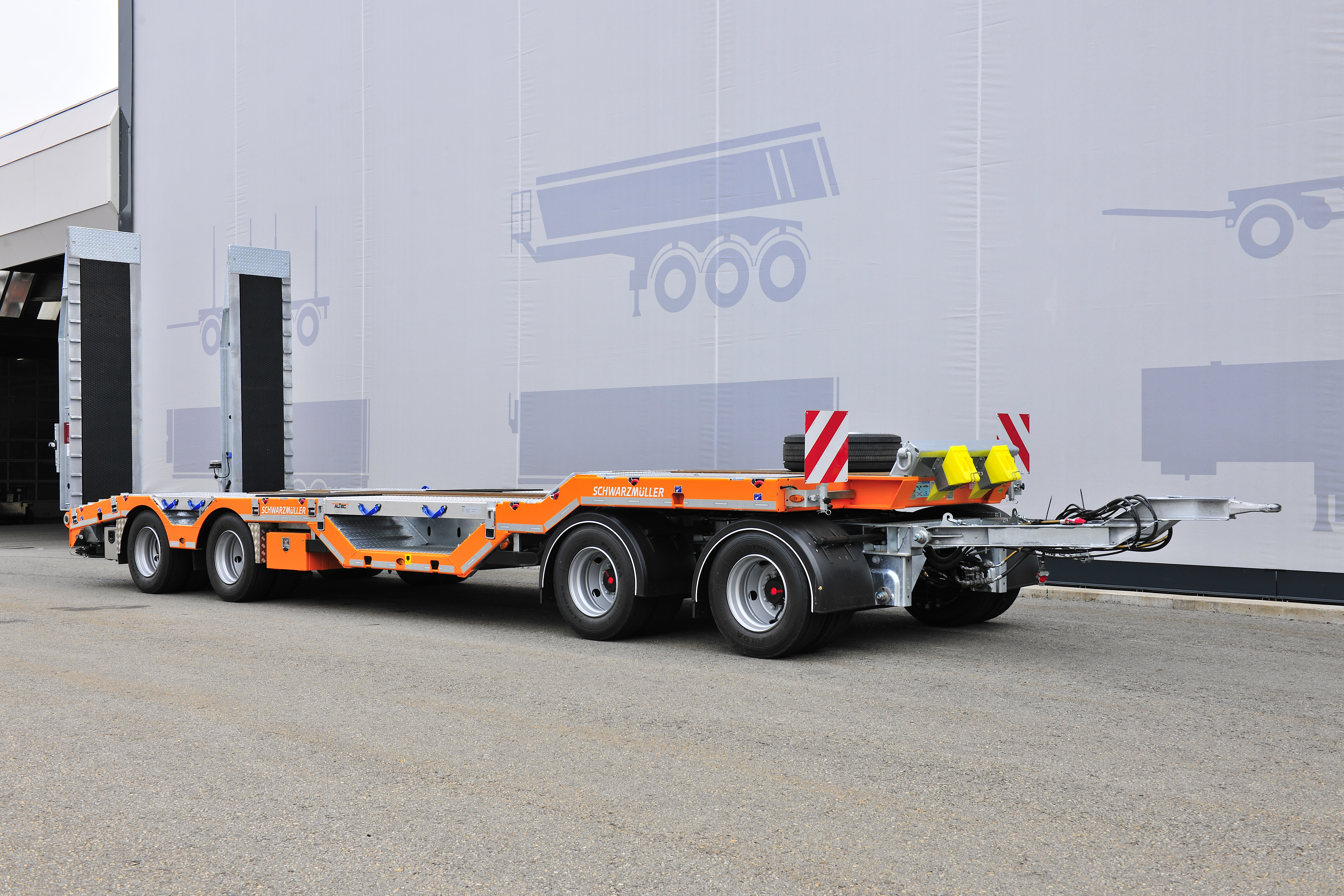
4-Achs-Tiefladeanhänger
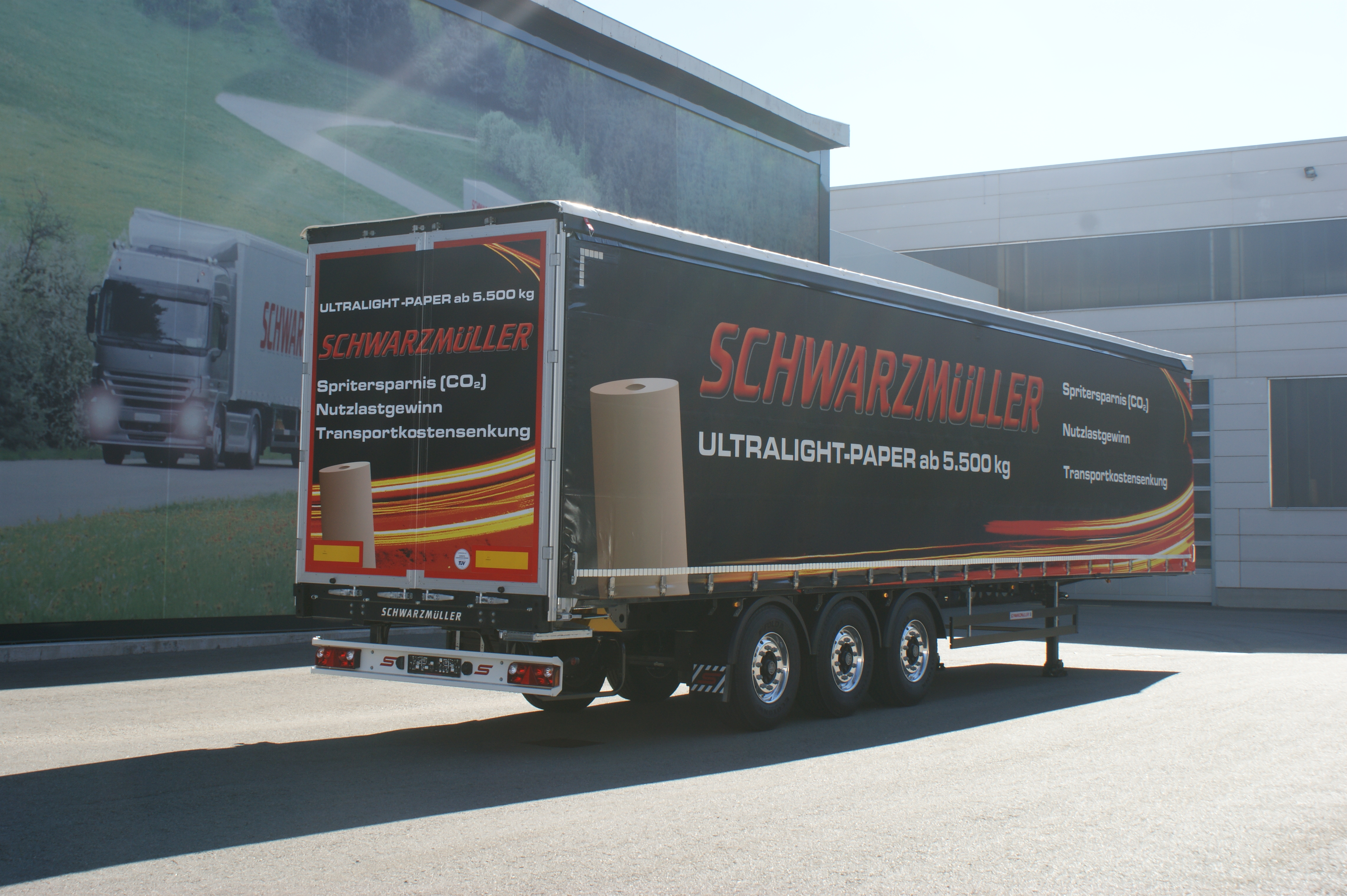
3-Achs-Sattelanhänger mit Joloda-Ausrüstung